# پارک جنگلی ماریک
پارک جنگلی ماریک یک پارک جنگلی است و در کرانه شمالی در گامبیا واقع شده‌است. این پارک در اول ژانویه ۱۹۵۴ تأسیس شد و ۱۷۴ هکتار وسعت دارد.
پارک جنگلی ماریک ۱۷ متر ارتفاع دارد.